# ジャンギ
ジャンギ（モンゴル語: J̌anggi、生没年不詳）とは、13世紀初頭にオゴデイに仕えたノコル（御家人）の一人。
『元朝秘史』などの漢文史料では掌吉(zhǎngjí)と記される。「ジャンギ」という人名は、「結び目、約束、噂」を意味するモンゴル語に由来する。

## 概要
『元朝秘史』によると、バトゥのヨーロッパ遠征中にバトゥと仲違いして戦線離脱したグユクに対してオゴデイが激怒した際、イルチダイやコンゴタイらともにオゴデイを諫めたのがジャンギ（掌吉）なる人物であったという。イルチダイ、ジャンギらはチンギス・カンのジャルリグ（聖旨）に「外での事は外にて裁くべく、家でのことは家にて裁くべきもの」とあることを引き、グユクの処罰はあくまで遠征軍の総帥バトゥに委ねるべきだと進言した。これに対し、オゴデイは「燃える怒りも側なる僚臣となりて和められ、沸き立つ鍋も大いなる杓子となりて冷やされ」たと述べ、この進言を受け容れたという。
また、『元史』巻3憲宗本紀にはモンケの即位直後、かつてオゴデイ家内での皇位継承を支持してモンケの即位に反対したイェスン・テエ、イルチダイ、「ジャンギ（暢吉）」らがシレムンを戴いてクーデターを計画したため全員処刑されたと記されるが、この「暢吉」は『元朝秘史』で言及されるジャンギ（掌吉）と同一人物であると考えられている。